# Raquel Andueza
Raquel Andueza (6 de diciembre de 1980) es una soprano española.
Raquel Andueza es una soprano navarra con proyección internacional. Ha actuado en los principales festivales y auditorios de todo el mundo, debutando en el año 2012 en el Carnegie Hall de Nueva York y en los Proms de Londres.

## Biografía
Nacida en Pamplona, inicia su formación musical a los seis años. Posteriormente, becada por el Gobierno de Navarra y el Ayuntamiento de Londres, amplía estudios en la Guildhall School of Music and Drama de Londres, donde obtiene el Bachelor of Music con mención honorífica y recibe el premio School Singing Prize. Poco más tarde conoce al maestro Richard Levitt, quien ha sido su referente hasta que Lisa Paglin y Marianna Brilla se han convertido en sus preparadoras vocales.
Ha colaborado asiduamente con diversas formaciones: La Colombina (grupo), L'Arpeggiata, Orquesta Barroca de Sevilla, Orquesta Barroca de Granada, Gli Incogniti, La Tempestad, Al Ayre Español, El Concierto Español, Private Musicke, La Real Cámara, Hippocampus, Íliber Ensemble, B'Rock, Orphénica Lyra, etc. En 2011 funda, junto al tiorbista Jesús Fernández Baena, el grupo La Galanía, siendo galardonados en 2014 como Mejor Grupo Barroco por la Asociación de Grupos Españoles de Música Antigua, asociación de la cual es presidenta desde diciembre de 2019.						
Actúa como solista en los principales festivales y auditorios de todo el mundo (París, Madrid, Barcelona, Bruselas, Utrecht, Nueva York, Praga, Frankfurt, Bucarest, Tokio, Viena, México, Nápoles, Granada, Minneapolis, Berna, Panamá, Chicago, Londres, Hong Kong, Moscú, Bogotá, Nagoya, México, Vancouver, etc.), y en 2012 hace su debut en el neoyorquino Carnegie Hall y en los BBC Proms londinenses.
Ha sido dirigida por directores como William Christie, Fabio Biondi, Emilio Moreno, Pablo Heras-Casado, Jacques Ogg, Monica Huggett, Eduardo López Banzo, Christina Pluhar, Richard Egarr, Ottavio Dantone, Christian Curnyn, sir Colin Davis, José Ramón Encinar, etc.
Raquel está muy concienciada en la salud vocal y su faceta docente es cada vez mayor; es invitada para impartir conferencias y cursos de canto en las universidades de Yale, Complutense de Madrid, Alcalá de Henares, Bogotá, Burgos, Ciudad de Panamá, Teatro Real de Madrid y en el AMUZ de Amberes, así como en distintos conservatorios superiores y festivales de música (Gijón, Pamplona, Las Palmas de Gran Canaria, etc). Desde 2018 imparte clases en su propio estudio de Pamplona.
Asimismo, colabora en bandas sonoras de películas, cortometrajes y series de televisión, como “Exodus” (Ridley Scott, 2014), "Carlos" (TVE1, Oriol Ferrer, 2015), “Isabel” (TVE1, Javier Olivares, 2012), “Atraco” (Eduard Cortés, 2012) , “Tous les soleils” (Philippe Claudel, 2011), “Disección de una tormenta” (Julio Soto Gúrpide, 2010). Y ha puesto, junto a La Galanía, la voz al anuncio de televisión “Loewe Sport”, de la firma Loewe.
Ha realizado grabaciones para sellos discográficos como Warner Classics, Virgin Classics, Glossa, K617, NB Musika, Accentus, OBS Prometeo y Zig-Zag Territoires. En 2011 crea su propio sello discográfico, Anima e Corpo, cuyas  grabaciones han recibido las mejores críticas y premios de la prensa especializada.

## Grabaciones seleccionadas
- Josep Pla (compositor): Stabat Mater. Manuel Pla: Salve Regina - Raquel Andueza, soprano, Pau Bordás, bajo, Orquesta Barroca Catalana, dir. Olivia Centurioni, LMG 2011.
- Sebastián Durón: Tonada s. Raquel Andueza. Manuel Vilas. Naxos.
- Pedro Rabassa:  Et en Terra Pax  Música para la Catedral de Sevilla. Raquel Andueza, La Hispanoflamenca. Orquesta Barroca de Sevilla. Enrico Onofri.
- Giacomo Facco: Las amazonas de España (1720). María Luz Álvarez, Raquel Andueza, Los Músicos del Buen Retiro. dir. Isabel Serrano, Antoine Ladrette
- Johann Rosenmüller: "Beatus Vir?" -  Beatus Vir; Jubilate Deo; Misericordias Domini; Coelestes Spiritus; Nisi Dominus; Salve mi Jesu , Sonatas. Raquel Andueza, Wolf Matthias Friedrich, Gli Incogniti, Amandine Beyer. Zig Zag Territoires.
- José de Nebra: Requiem. Los Músicos de Su Alteza
- D'amore e tormento , Tarquinio Merula, Barbara Strozzi, Alessandro Piccinini, Stefano Landi, Benedetto Ferrari, Maurizio Cazzati, Johannes Kapsberger Claudio Monteverdi. Raquel Andueza, Jesús Fernández Baena, theorbo
- Yo soy la locura  - canciones de Henri de Bailly,  José Marín, Benedetto Sanseverino, Gaspar Sanz, Jean -Baptiste Lully, Lucas Ruiz de Ribayaz,  Juan Hidalgo. Raquel Andueza, soprano. Jesús Fernández Baena, theorbo. Pierre Pitzl, guitarra barroca. La Galanía
- En Paradiso - canciones sacras y morales italianas del s. XVII . Domenico Mazzocchi, Tarquinio Merula, Giovanni F. Sances, Benedetto Ferrari, Claudio Monteverdi. Raquel Andueza, Jesús Fernández Baena, theorbo.
- Martin y Soler:  Villancicos 1769 . María Luz Álvarez, Raquel Andueza, Jordi Domènech, Joan Cabero. Escolanía del Real Monasterio de San Lorenzo de El Escorial. Real Capilla Escurialense. Lyra Baroque Orchestra. Jacques Ogg. Glossa.

Con A Private Musicke, Pierre Pitzl
- Alonso Mudarra. 1546. Acento
- Canciones de guitarra de 'Alfabeto Songs' del siglo XVII en Italia. Giovanni Stefani, Giovanni Girolamo Kapsberger, Giovanni Paolo Foscarini, Marcantonio Aldigiatti de Cesena, Flamminio Corradi, Francesco Corbetta, Girolamo Montesardo, Tarquinio Merula, Bartolomeo Barbarino, Gaspar Sanz, Francesco Corbetta. Raquel Andueza, Theresa Dlouhy, Private Musicke, Pierre Pitzl Accent Records 2012

Con El Concierto Español u Orphénica Lyra
- Música en el 'Quijote' . Luys Milán, Juan Aranes, Alonso de Mudarra,  Francisco Guerrero, Antonio Martín y Coll A. de Ribera, Diego Ortiz,  Gabriel Mena, Diego Pisador, Luys de Narváez. Nuria Rial, Raquel Andueza, Jordi Domenech, Orphénica Lyra. José Miguel Moreno, vihuela y dirección. Glossa
- Antonio Caldara: Il Piu Bel Nome, Maria Espada, Raquel Andueza, Robin Blaze, El Concierto Español, Emilio Moreno Glossa Records 2 CD
- José de Nebra:  Iphigenie en Tracia  zarzuela, Madrid, 1747. Marta Almajano, Maria Espada, Raquel Andueza, El Concierto Español, Emilio Moreno Glossa Records 2 CDs
- La Tirana Contra  Mambrú , El Tonadilla y comedias musicales populares en España ca. 1800. Blas de Laserna:  La Tirana Del Tripili; El Desenganado; No Aparece La Tirana; La Tirana Se Despide.  Pablo Esteve